# Wojciech Karczewski
Wojciech Karczewski – polski menedżer, wykładowca akademicki, doktor nauk społecznych. Od 2024 roku Dyrektor Narodowej Agencji Wymiany Akademickiej.

## Życiorys
W latach 2016–2019 odbył studia doktoranckie na Wydziale Zarządzania Uniwersytetu Warszawskiego. W 2019 roku uzyskał stopień naukowy doktora nauk społecznych w dziedzinie nauk o zarządzaniu i jakości. Ukończył studia podyplomowe na Politechnice Warszawskiej z zarządzania zasobami IT.
Wojciech Karczewski jest wykładowcą akademickim przedmiotów związanych z zarządzaniem: zarządzanie organizacją, zarządzanie projektami, zachowania organizacyjne, kompetencje przywódcze. Jest autorem książki naukowej „Predyspozycje do wykonywania pracy wysoko zrutynizowanej w organizacji” oraz współautorem (z prof. A. Szpaderskim, dr P. Cywińskim, prof. C.Neckiem i dr K. Wojtkiewicz) książki naukowej „International Leadership and Management: Emerging, Contemporary, and Unorthodox Perspectives”.
W latach 2014–2020 pracował dla Ernst & Young (EY). W latach 2020–2023 na Uniwersytecie SWPS jako Dyrektor Biura Współpracy Międzynarodowej i Pełnomocnik Rektora ds. współpracy międzynarodowej. W latach 2022–2024 był członkiem zarządu European Union of Private Higher Education. W latach 2023–2024 pracował dla PricewaterhouseCoopers (PwC). 1 października 2024 roku został powołany przez Prezesa Rady Ministrów Donalda Tuska na stanowisko Dyrektora Narodowej Agencji Wymiany Akademickiej, a w 2025 roku Minister Nauki i Szkolnictwa Wyższego Marcin Kulasek powierzył mu funkcję przewodniczącego krajowego zespołu ds. strategii umiędzynarodowienia polskiego szkolnictwa wyższego i nauki.